# ハイダマーカ

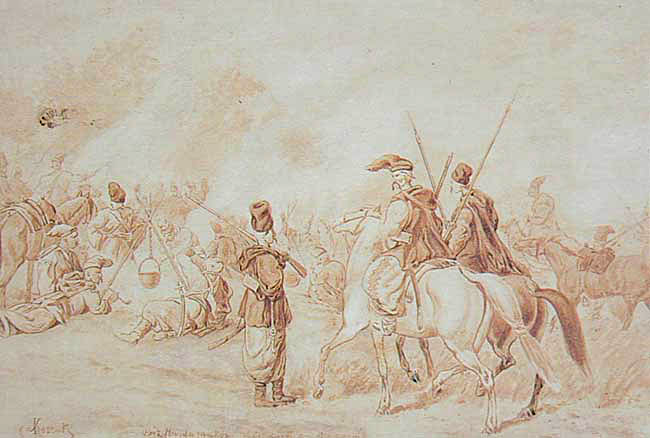
ハイダマーカの陣地。

ハイダマーカ（ウクライナ語：гайдама́ка；意訳：「暴れ者」）は、18世紀にポーランドが支配した右岸ウクライナにおいて活躍したウクライナ人の蜂起軍、またはその蜂起軍の一員である。1917年から1920年にかけてウクライナ人民共和国の特別部隊の総称としても用いられた。ハイダマカ、ハイダマク、ハイダマックとも。

## 18世紀

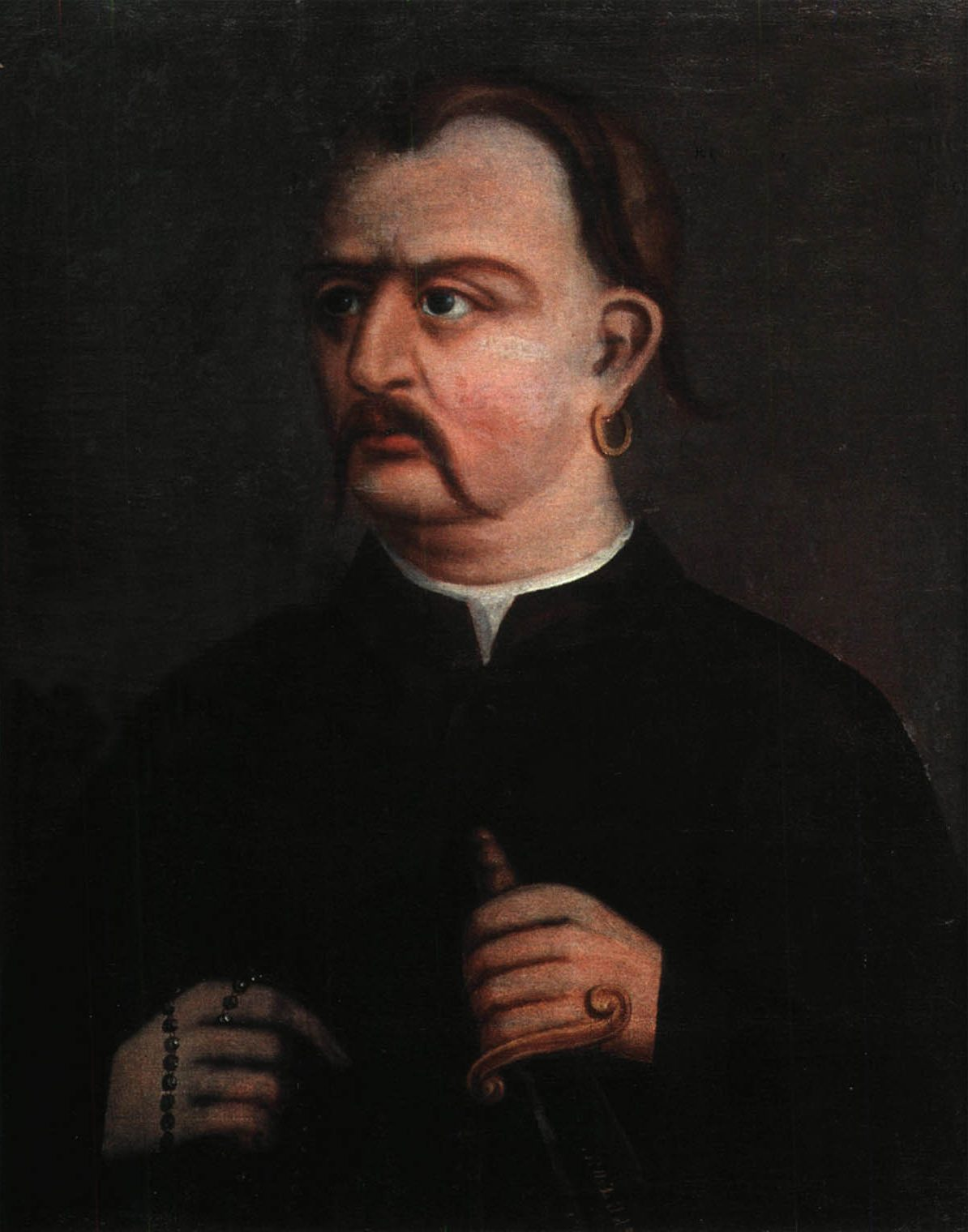
マクスィーム・ザリズニャーク。コリーイの乱の指導者。

ハイダマーカは、「暴れ者」、「略奪者」、「盗賊」などを意味する「haydamaq」というトルコ語に由来する。バルカン半島で反オスマン帝国運動の主役を務めたハイドゥクと類似した語源をもつ。
ハイダマーカの蜂起の主な原因は、ポーランド政府、カトリック系貴族、ならびにユダヤ系管理者が正教徒のウクライナ人に対して行った民族的・宗教的迫害であった。そのために、不満を募るウクライナ・コサック、聖職者、農民、農奴、町人、職人、芸人などが小規模な部隊を編成し、反政府の蜂起を繰り返した。
ハイダマーカが活躍した地域はキエフ地方、ヴォルィーニ地方、ポジーリャ地方であった。右岸ウクライナの人民のほかに、左岸ウクライナのコサック、ドン・コサック、カルムィク人もしばしば蜂起には加わった。
ハイダマーカによる大きな蜂起は1734年、1750年と1768年に行われた。1768年の蜂起はコリーイの乱（Коліївщина）と呼ばれ、ウクライナ語の「колі́й」（刺殺人、肉屋）に由来する。ウクライナの文学においてこの乱が美化され、自由を勝ち取る人民の象徴となった。一方、ポーランドやユダヤの文学においては、この乱が史上最悪の事件の一つとして捉えられている。文学の跡を引き継ぐウクライナ・ポーランド・ユダヤの研究史においてもハイダマーカの評価は正反対である。
ハイダマーカという用語は初めて史料に登場するのは1717年2月22日である。

## 20世紀

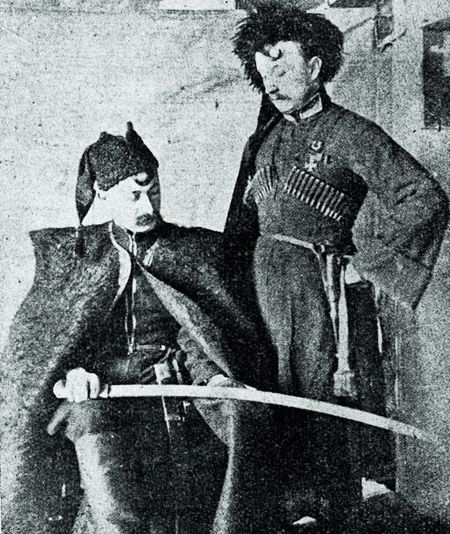
第3ハイダマーカ連隊の長官（1919年）。

ウクライナ人民共和国のハイダマーカは、ウクライナ化したロシア帝国軍の部隊、軍人や民間人などによって編成された。
1917年11月にプストツヴィーフ百人隊長が率いるハイダマーカ旅団（Гайдамацький Курінь）が創立された。
さらに、1917年12月から1918年1月にかけて、ペトリューラ隊長が引率するスロボダ・ウクライナのハイダマーカ軍団（Гайдамацький Кіш Слобідської України）と、ペートリウ隊長が率いるコースチ・ホルディイェーンコ名称ハイダマーカ騎兵連隊（Гайдамацький кінний полк імені кошового Костя Гордієнка）が編成された。
1918年2月に、これらの諸部隊は正式にウクライナ人民共和国軍の一部となった。